# 鸟喙明镖水蚤
鸟喙明镖水蚤（学名：Heliodiaptomus kikuchii）为镖水蚤科明镖水蚤属的动物。分布于朝鲜、日本以及中国与朝鲜的边境水域等地，常生活于水库中0-6米的水层中。